# 상룡전역
상룡전역(上龍田驛)은 조선민주주의인민공화국 함경북도 명간군 룡덕리에 위치한 평라선의 철도역이다.

## 연혁
- 1929년 6월 15일: 영업 개시[1]